# Wspólnota administracyjna Uder
Wspólnota administracyjna Uder (niem. Verwaltungsgemeinschaft Uder) – dawna wspólnota administracyjna w Niemczech, w kraju związkowym Turyngia, w powiecie Eichsfeld. Siedziba wspólnoty znajdowała się w miejscowości Uder.
Wspólnota administracyjna zrzeszała trzynaście gmin wiejskich:
1. Asbach-Sickenberg
2. Birkenfelde
3. Dietzenrode-Vatterode
4. Eichstruth
5. Lenterode
6. Lutter
7. Mackenrode
8. Röhrig
9. Schönhagen
10. Steinheuterode
11. Thalwenden
12. Uder
13. Wüstheuterode

1 stycznia 2024 wspólnota została rozwiązana. Dziesięć jej gmin weszło w skład gminy (Landgemeinde) Uder. Gmina Uder pełni rolę "gminy realizującej" (niem. "erfüllende Gemeinde") dla pozostałych dwóch gmin: Asbach-Sickenberg oraz Dietzenrode-Vatterode.